# Kheyr Khūjeh-ye Najaf
Kheyr Khūjeh-ye Najaf (persiska: خِير خوجِۀ نَجَف) är en ort i Iran.   Den ligger i provinsen Golestan, i den norra delen av landet, 400 km nordost om huvudstaden Teheran. Kheyr Khūjeh-ye Najaf ligger 66 meter över havet och antalet invånare är 159.
Terrängen runt Kheyr Khūjeh-ye Najaf är platt.Runt Kheyr Khūjeh-ye Najaf är det ganska tätbefolkat, med 65 invånare per kvadratkilometer. Närmaste större samhälle är Dāshlī Borūn, 15,1 km sydväst om Kheyr Khūjeh-ye Najaf. Omgivningarna runt Kheyr Khūjeh-ye Najaf är i huvudsak ett öppet busklandskap.